# Allan Dwan
Allan Dwan (Toronto, Canadà, 3 d'abril de 1885 − Los Angeles, Califòrnia, Estats Units, 28 de desembre de 1981) va ser un pioner director de cinema, productor i guionista estatunidenc, d'origen canadenc. Va desenvolupar tota la carrera cinematogràfica, que cobreix uns quatre-cents títols, als Estats Units. Va ser un gran innovador del cinema i era conegut sobretot pels seus films d'acció i per les seves comèdies.

## Biografia
La família es va traslladar del Canadà als Estats Units quan Joseph Aloysius tenia tan sols 11 anys. El pare era comerciant de tèxtils. El futur cineasta es va llicenciar el 1907 com a enginyer electrotècnic i va començar a treballar en una companyia elèctrica a Chicago. Després dels estudis, va construir llums de vapor de mercuri, ancestres del neó. Els estudis Essanay van contractar els seus serveis per fer assajos amb llums per rodar. Dwan va aprofitar-ho per a vendre alguns guions escrits a l'escola i es va tornar indispensable com a guionista. Aviat, el 1909, va realitzar algunes pel·lícules, una per dia, durant tres dies per setmana.
Dwan va començar la seva professió artística com a guionista. El 1914 va dirigir la seva primera pel·lícula, Wildflower. Allan Dwan va ser un dels pioners del cinema mut, aventura que va iniciar a San Diego (Califòrnia) i va continuar després a Hollywood, on va destacar per les seves innovacions tècniques, el seu talent per a descobrir nous actors, així com per haver dirigit pel·lícules com The Iron Mask, Suez i Robin Hood.
Va treballar successivament per a Selznick, Goldwyn i Griffith. En l'època del cinema mut, va dirigir algunes de les pel·lícules més cèlebres de Douglas Fairbanks. Va ser també director de pel·lícules de la mítica Gloria Swanson, amb qui va treballar en The Coast of Folly i Stage Struck, entre d'altres.
El gènere de la comèdia va ser el que va atreure de manera més poderosa la creativitat de Dwan, que durant els anys cinquanta, d'altra banda, va ser un prolífic autor d'aquest tipus de cinema i del western, que llavors floria. Els films d'acció dels quals va ser director el van convertir en un famós realitzador, tant per als actors que va escollir com per al públic i la crítica, que van seguir amb gran atenció el seu incansable treball.
El seu últim film es va estrenar el 1961, i es va titular L'home més perillós del món. La seva desaparició pràctica del món del cinema va significar també l'injust oblit del seu intensíssim treball en una època especialment daurada del cinema nord-americà.

## Filmografia
- The Gold Lust (1911)
- The Picket Guard (1913)
- The Restless Spirit (1913)
- Back to Life (1913)
- Bloodhounds of the North (1913)
- The Lie (1914)
- The Honor of the Mounted (1914)
- Remember Mary Magdalen (1914)
- Discord and Harmony (1914)
- The Embezzler (1914)
- The Lamb, the Woman, the Wolf (1914)
- The End of the Feud (1914)
- The Tragedy of Whispering Creek (1914)
- The Unlawful Trade (1914)
- The Forbidden Room (1914)
- The Hopes of Blind Alley (1914)
- Richelieu (1914)
- Wildflower (1914)
- A Small Town Girl (1915)
- DDavid Harum (1915)
- A Girl of Yesterday (1915)
- The Pretty Sister of Jose (1915)
- Jordan Is a Hard Road (1915)
- Betty of Graystone (1916)
- The Habit of Happiness (1916)
- The Good Bad Man (1916)
- An Innocent Magdalene (1916)
- The Half-Breed (1916)
- Manhattan Madness (1916)
- Accusing Evidence (1916)
- Panthea (1917)
- A Modern Musketeer (1917)
- Headin' South (1918)
- Mr. Fix-It (1918)
- He Comes Up Smiling (1918)
- Getting Mary Married (1919)
- In The Heart of a Fool (1920) també productor
- The Forbidden Thing (1920) també productor
- A Perfect Crime (1921)
- Robin Hood (1922)
- The Glimpses of the Moon (1923)
- Lawful Larceny (1923)
- Zaza (1923)
- Big Brother (1923)
- A Society Scandal (1924)
- Manhandled (1924)
- Night Life of New York (1925)
- Stage Struck (1925)
- The Coast of Folly (1925)
- Tin Gods (1926)
- Sea Horses (1926)
- The Music Master (1927)
- The Joy Girl (1927)
- East Side, West Side (1927)
- The Big Noise (1928)
- The Iron Mask (1929)
- Tide of Empire (1929)
- The Far Call (1929)
- What a Widow! (1930)
- Man to Man (1930)
- Chances (1931)
- Wicked (1931)
- While Paris Sleeps (1932)
- Counsel's Opinion (1933)
- Black Sheep (1935)
- High Tension (1936)
- 15 Maiden Lane (1936)
- One Mile From Heaven (1937)
- Heidi (1937)
- Rebecca of Sunnybrook Farm (1938)
- Suez (1938)
- Els tres mosqueters (The Three Musketeers) (1939)
- The Gorilla (1939)
- Frontier Marshal (1939)
- Sailor's Lady (1940)
- Young People (1940)
- Trail of the Vigilantes (1940)
- Look Who's Laughing (1941) també productor
- Rise and Shine (1941)
- Enemics amistosos (Friendly Enemies) (1942)
- Around the World (1943) també productor
- Un casat amoïnat (Up in Mabel's Room) (1944)
- Dos ianquis a Austràlia (Abroad with Two Yanks) (1944)
- La lligacama de Gertie (Getting Gertie's Garter) (1945) també guionista
- El meu xicot és boig (Brewster's Millions) (1945)
- Rendezvous with Annie (1946)
- Driftwood (1947)
- Calendar Girl (1947)
- Northwest Outpost (1947) també productor associat
- The Inside Story (1948)
- Sands of Iwo Jima (1949)
- Belle Le Grand (1951)
- Wild Blue Yonder (1951)
- I Dream of Jeanie (1952)
- Montana Belle (1952)
- La dona que gairebé linxen (Woman They Almost Lynched) (1953)
- Sweethearts on Parade (1953)
- Silver Lode (1954)
- Passió (Passion) (1954)
- La reina de Montana (Cattle Queen of Montana) (1954)
- El jugador (Tennessee's Partner) (1955)
- La perla del Pacífic del sud (Pearl of the South Pacific) (1955)
- Fugida a Birmània (Escape to Burma) (1955)
- Lleugerament escarlata (Slightly Scarlet) (1956)
- Hold Back the Night (1956)
- La raça indomable (The Restless Breed) (1957)
- The River's Edge (1957)
- Enchanted Island (1958)
- L'home més perillós del món (Most Dangerous Man Alive) (1961)